# Festival Internacional de Cine de Venecia de 1987
La 44.ª edición del Festival Internacional de Cine de Venecia tuvo lugar entre el 29 de agosto y el 9 de septiembre de 1987.

## Jurados
Las siguientes personas fueron seleccionadas para formar parte del jurado de esta edición:
- Irene Papas (Presidente)[4]
- Sabine Azéma
- John Bailey
- Anja Breien
- Beatriz Guido
- Carlo Lizzani
- Károly Makk
- Sergei Solovyov
- Vittorio Storaro
- Ana Carolina
- Michael York
- Regina Ziegler

## Selección oficial

### En Competición
Las películas siguientes compitieron para el León de Oro:
| Título en español             | Título original              | Director(es)             | País           |
| ----------------------------- | ---------------------------- | ------------------------ | -------------- |
| Adiós, muchachos              | Au revoir les enfants        | Louis Malle              | Francia        |
| Un muchacho de Calabria       | Un ragazzo di Calabria       | Luigi Comencini          | Italia         |
| Comédie!                      | Comédie!                     | Jacques Doillon          | Francia        |
| Le sourd dans la ville        | Le sourd dans la ville       | Mireille Dansereau       | Canadá         |
| Divinas palabras              | Divinas palabras             | José Luis García Sánchez | España         |
| El valle fantasma             | La vallée fantôme            | Alain Tanner             | Suiza          |
| El hombre de las gafas de oro | Gli occhiali d'oro           | Giuliano Montaldo        | Italia         |
| Hip Hip Hurrah!               | Hip Hip Hurrah!              | Kjell Grede              | Suecia         |
| Casa de juegos                | House of Games               | David Mamet              | Estados Unidos |
| Si le soleil ne revenait pas  | Si le soleil ne revenait pas | Claude Goretta           | Francia        |
| Larga vida a la señora        | Lunga vita alla signora!     | Ermanno Olmi             | Italia         |
| Hecho en el cielo             | Made in Heaven               | Alan Rudolph             | Estados Unidos |
| Maurice                       | Maurice                      | James Ivory              | Reino Unido    |
| Motherland Hotel              | Anayurt Oteli                | Ömer Kavur               | Turquía        |
| O Desejado                    | O Desejado                   | Paulo Rocha              | Portugal       |
| Oridathu                      | Oridathu                     | G. Aravindan             | India          |
| Plomo o juego peligroso       | Plyumbum, ili Opasnaya igra  | Vadim Abdrashitov        | URSS           |
| Quartiere                     | Quartiere                    | Silvano Agosti           | Italia         |
| Season of Monsters            | Szörnyek évadja              | Miklós Jancsó            | Hungría        |
| Madre alquilada               | Sibaji                       | Im Kwon-taek             | Corea del Sur  |
| La historia de Ruby Rose      | The Tale of Ruby Rose        | Roger Scholes            | Australia      |
| La inspectora                 | Marusa no onna               | Juzo Itami               | Japón          |
| L'homme voilé                 | L'homme voilé                | Maroun Bagdadi           | Francia        |

### Fuera de concurso
Las películas siguientes fueron seleccionadas para ser exhibidas como fuera de concurso:
| Título en español    | Título original   | Director(es) | País        |
| -------------------- | ----------------- | ------------ | ----------- |
| Dublineses           | The dead          | John Huston  | Reino Unido |
| El amigo de mi amiga | L'Ami de mon amie | Éric Rohmer  | Francia     |

### Eventos especiales
Las películas siguientes fueron seleccionadas para ser exhibidas como eventos especiales:
| Título en español            | Título original         | Director(es)    | País           |
| ---------------------------- | ----------------------- | --------------- | -------------- |
| Julia y Julia                | Giulia e Giulia         | Peter Del Monte | Italia         |
| Los intocables de Eliot Ness | The Untouchables        | Brian De Palma  | Estados Unidos |
| Las brujas de Eastwick       | The Witches of Eastwick | George Miller   | Estados Unidos |

## Secciones independientes

### Semana de la crítica Internacional
Las películas siguientes fueron seleccionadas para la 4ª Semana Internacional de la Crítica del Festival de Cine de Venecia:
| Título en España          | Título original           | Director(es)        | País        |
| ------------------------- | ------------------------- | ------------------- | ----------- |
| Drachenfutter             | Drachenfutter             | Jan Schütte         | RFA         |
| Hidden City               | Hidden City               | Stephen Poliakoff   | Reino Unido |
| Notte italiana            | Notte italiana            | Carlo Mazzacurati   | Italia      |
| Polvo de ángel            | Poussière d'ang           | Edouard Niermans    | Francia     |
| Relação Fiel e Verdadeira | Relação Fiel e Verdadeira | Margarida Gil       | Portugal    |
| Sierra Leone              | Sierra Leone              | Uwe Schrader        | RFA         |
| Vzlomshchik               | Vzlomshchik               | Valeriy Ogorodnikov | URSS        |

## Retrospectivas
Homenaje a Cinecittà
| Título en España            | Título original          | Director               | Año  |
| --------------------------- | ------------------------ | ---------------------- | ---- |
| Bellísima                   | Bellísima                | Luchino Visconti       | 1951 |
| El desierto de los tártaros | Il deserto dei tartari   | Valerio Zurlini        | 1976 |
| El general de la Rovere     | Il generale Della Rovere | Roberto Rossellini     | 1959 |
| Los novios                  | I promessi sposi         | Mario Camerini         | 1941 |
| La corona de hierro         | La corona di ferro       | Alessandro Blasetti    | 1941 |
| La dolce vita               | La dolce vita            | Federico Fellini       | 1960 |
| Las amigas                  | Le amiche                | Michelangelo Antonioni | 1955 |
| De una misma sangre         | Luciano Serra pilota     | Goffredo Alessandrini  | 1938 |
| Nacida en viernes           | Teresa Venerdì           | Vittorio De Sica       | 1941 |

Joseph L. Mankiewicz
| Título en España                                                           | Título original                               | Año  |
| -------------------------------------------------------------------------- | --------------------------------------------- | ---- |
| El castillo de Dragonwyck                                                  | Dragonwyck                                    | 1946 |
| Solo en la noche                                                           | Somewhere in the Night                        | 1946 |
| El mundo de George Apley                                                   | The Late George Apley                         | 1947 |
| El fantasma y la señora Muir                                               | The Ghost and Mrs. Muir                       | 1947 |
| Escape                                                                     | Escape                                        | 1948 |
| Carta a tres esposas                                                       | A Letter to Three Wives                       | 1949 |
| Odio entre hermanos                                                        | House of Strangers                            | 1949 |
| Un rayo de luz                                                             | No Way Out                                    | 1950 |
| Eva al desnudo La malvada                                                  | All About Eve                                 | 1950 |
| Murmullos en la ciudad                                                     | People Will Talk                              | 1951 |
| Operación Cicerón Cinco dedos                                              | 5 Fingers                                     | 1952 |
| Julio César                                                                | Julius Caesar                                 | 1953 |
| La condesa descalza                                                        | The Barefoot Contessa                         | 1954 |
| Ellos y ellas                                                              | Guys and Dolls                                | 1955 |
| El americano tranquilo                                                     | The Quiet American                            | 1958 |
| De repente, el último verano De repente, en el verano De repente el verano | Suddenly, Last Summer                         | 1959 |
| Cleopatra                                                                  | Cleopatra                                     | 1963 |
| Canción para otra Navidad                                                  | Carol for Another Christmas                   | 1964 |
| Mujeres en Venecia                                                         | The Honey Pot                                 | 1967 |
| King: a Filmed Record...Montgomery To Memphis                              | King: a Filmed Record...Montgomery To Memphis | 1970 |
| El día de los tramposos                                                    | There Was a Crooked Man...                    | 1970 |
| La huella                                                                  | Sleuth                                        | 1972 |

## Premios

### Sección oficial-Venecia 42
Las siguientes películas fueron premiadas en el festival:
- León de Oro a la mejor película: Adiós, muchachos de Louis Malle
- León de Plata: 
  - Maurice de James Ivory
  - Larga vida a la señora de Ermanno Olmi
- Premio especial del jurado: Hip Hip Hurrah! de Kjell Grede
- Golden Osellaː 
  - Golden Osella a la mejor fotografía: Sten Holmberg de Hip Hip Hurrah!
  - Golden Osella al mejor guion: David Mamet de Casa de juegos
  - Golden Osella a la mejor BSO:  Richard Robbins de Maurice
  - Golden Osella al mejor dirección artística: Nanà Cecchi y Luciano Ricceri por El hombre de las gafas de oro
- Copa Volpi a la mejor interpretación: 
  - Mejor Actor - Hugh Grant y James Wilby por Maurice
  - Mejor actriz- Kang Soo-yeon por Madre alquilada

Mención honorífica: Season of Monsters de Miklós Jancsó
- León de Oro a la trayectoria: Joseph L. Mankiewicz y Luigi Comencini
- Medalla de oro del Presidente del Senado italiano: Plomo o juego peligroso de Vadim Abdrashitov

### Otros premios
- Golden Ciak
  - Mejor película -  Casa de juegos de David Mamet
  - Mejor Actor - Bernard Giraudeau por L'homme voilé
  - Mejor actriz - Kelly McGillis por Hecho en el cielo
- Golden Ciak especial
  - Adiós, muchachos de Louis Malle
- 'Commendatore al merito della Repubblica' Medalː Moritz de Hadeln
- Premio FIPRESCI 
  - Motherland Hotel de Ömer Kavur
  - Larga vida a la señora de Ermanno Olmi
  - Semana de la crítica - Vzlomshchik de Valeri Ogorodnikov
- Premio OCICː Adiós, muchachos de Louis Malle

Mención especial: Le sourd dans la ville de Mireille Dansereau
- Premio UNICEFː Adiós, muchachos de Louis Malle
- Premio UNESCOː Drachenfutter de Jan Schütte
- Premio Pasinetti 
  - Mejor película - Casa de juegos de David Mamet
  - Mejor Actor - Gian Maria Volonté de Un muchacho de Calabria
  - mejor actriz - Melita Jurisic de La historia de Ruby Rose[13]
- Pietro Bianchi Award
  - Dino Risi
- Premio Elvira Notariː La historia de Ruby Rose de Roger Scholes)
- Premio Sergio Trasattiː Adiós, muchachos de Louis Malle
- Premio Cinecritica
  - Drachenfutter de Jan Schütte
  - Casa de juegos de David Mamet
- Premio de la sociedad de Psicologíaː Larga vida a la señora de Ermanno Olmi